# Csíkos bülbül
A csíkos bülbül (Pycnonotus striatus) a madarak osztályának verébalakúak (Passeriformes) rendjébe és a bülbülfélék (Pycnonotidae) családjába tartozó faj.

## Rendszerezése
A fajt Edward Blyth angol zoológus írta le 1842-ben, a Tricophorus nembe Tricophorus striatus néven.

## Alfajai
- Pycnonotus striatus arctus Ripley, 1948
- Pycnonotus striatus paulus (Bangs & J. C. Phillips, 1914)(Bangs & J. C. Phillips, 1914) – Mianmar nagy része, dél-Kína, nyugat- és észak-Thaiföld, észak-Laosz, észak-Vietnám.
- Pycnonotus striatus striatus (Blyth, 1842) – Himalája, közép-Nepáltól északkelet-Indiáig;

## Előfordulása
Dél- és Délkelet-Ázsiában, Bhután, Kína, India, Laosz, Mianmar, Nepál, Thaiföld és Vietnám területén honos. A természetes élőhelye szubtrópusi és trópusi síkvidéki és hegyi esőerdők.

## Megjelenése
Testhossza 21–23 centiméter, testtömege 45–60 gramm.

## Életmódja
Bogyókkal és rovarokkal táplálkozik.

## Természetvédelmi helyzete
Az elterjedési területe rendkívül nagy, egyedszáma pedig stabil. A Természetvédelmi Világszövetség Vörös listáján nem fenyegetett fajként szerepel.